# Jardín Botánico de Penang
Jardín Botánico de Penang en Bahasa: Jalan Kebun Bunga, popularmente conocido como el Jardín de las Cascadas, es un jardín botánico tropical de 29 hectáreas de extensión que se encuentra en Penang, siendo de administración estatal. Forma parte del BGCI y de la Red de Jardines Botánicos del Este de Asia, presentando trabajos para la Agenda Internacional para la Conservación en los Jardines Botánicos. Su código de identificación internacional como institución botánica es PPINA.

## Localización
El jardín botánico se encuentra a unos 8 kilómetros de la ciudad de Georgetown. Se puede llegar mediante el autobús de línea No.7
Penang Botanic Gardens, Jalan Kebun Bunga, Penang, 
Penang 10350 Malasia.
- Teléfono: +6 04 227 0428

## Historia
Jardín Botánico de Penang fue creado por los británicos en tiempos coloniales en 1884, en los terrenos que habían sido de unas antiguas canteras de granito. 
Se encuentran en un profundo valle al pie de unas colinas de unos 366 pies de altura cubiertas de una densa jungla tropical siempre verde, surcada por numerosas corrientes de agua que forman cascadas a lo largo de estos terrenos ondulados.

## Colecciones
El Jardín Botánico de Penang alberga unas especies de plantas 
en las que el grueso de la flora aquí presente son plantas características de la flora malaya.
Entre sus colecciones especiales destacan:
- Plantas ornamentales,
- Orquídeas endémicas,
- Plantas leñosas